# Перехід з переносом заряду
Перехід з переносом заряду (англ. charge-transfer transition) — електронний перехід, при якому велика частка електричного заряду переноситься з однієї частини молекулярної частинки, яку називають електронодонором, до іншої — електроноакцептора (це внутрімолекулярний перенос заряду) або від однієї молекулярної частинки до іншої (це міжмолекулярний перенос заряду).

## перехід з переносом заряду до розчинника
англ. charge transfer transition to solvent (CTrS)
Електронний перехід, що може бути адекватно описаний як одноелектронний перехід між розчиненим (солютом) та розчинником.

## перехід з переносом заряду ліганд-ліганд
англ. ligand to ligand charge transfer (LLCT) transition
Електронний перехід у комплексах металів, який відповідає такому розподілові збуджених електронних станів, де відбувається значний електронний перенос між двома лігандами.

## перехід з переносом заряду ліганд-метал
англ. ligand to metal charge transfer (LMCT) transition
Електронний перехід у комплексах металів, що відповідає такому розподілу збуджених електронних станів, де відбувається значний електронний перенос між лігандом та центральним атомом металу.